# Air Tanzania
Air Tanzania – tanzańskie narodowe linie lotnicze z siedzibą w Dar es Salaam, gdzie znajduje się też jej główny port.

## Historia
Linie powstały w miejsce zlikwidowanych East African Airways, wspólnego przedsięwzięcia Kenii, Ugandy i Tanzanii z 1945, które upadły w lutym 1977 ze 120 milionami USD długu. Pierwszymi samolotami był Douglas DC-9-32 wydzierżawiony z Kenya Airways i Boeing 707-331 z Areo Nica. Regionalne połączenia rozbudowano dodając do floty dwa Boeing 737-200, cztery Fokker F27 i cztery De Havilland Canada DHC-6 Twin Otter. W 1989 linia używała też wydzierżawione na krótko McDonnell Douglas MD-83. W maju 1991 linia wydzierżawiła od Ethiopian Airlines Boeinga 767-200ER, samolot zwrócono w lutym 1992 roku, ponieważ okazał się za duży na możliwości przewoźnika. W 1998 i w latach 1999–2003 we flocie znajdował się też Boeing 737-33A.
W ramach procesu prywatyzacyjnego w 2002 roku rząd wybrał South African Airways na strategicznego partnera linii. W wyniku zawartej  w grudniu 2002 umowy SAA kupiły za 20 milionów USD 49% akcji w Tanzania Corporation, logo i malowanie samolotów zmieniono na identyczne z South African, ale z barwami Tanzanii, nowy podmiot rozpoczął działalność w marcu 2003 jako Air Tanzania Company Limited (ATCL). Nowy współwłaściciel przekazał liniom cztery Boeing 737-200, które zastąpiły dwa starsze 737. Planowano uruchomienie nowych połączeń, jednak w 2005 linia przyniosła 7,3 mln USD starty. 7 września 2006 roku rząd odkupił za milion USD udziały i zakończył współpracę z South African, które w 2008 pozwały Air Tanzania za nieuregulowanie 4,1 mln USD pożyczki.
Linia wznowiła działalność we wrześniu 2007 jako Air Tanzania Company Ltd "Wings of Kilimanjaro", a znak SAA zmieniono na logo z żyrafą. Na dwa lata wydzierżawiono od Wallis Trading Airbusa A320. W lutym 2008 za pośrednictwem Nordic Aviation Conractor linia nabyła dwa Bombardier DHC-8-311, które od października zastąpiły Airbusa. Między grudniem 2008 a styczniem 2009 ATCL była wykreślona z listy IATA. W 2009 Air Tanzania przewiozła 60 018 pasażerów w porównaniu do 583 000 linii Precision Air. 1 marca 2010 należący do linii 737-200 został uszkodzony podczas lądowania, zrezygnowano z jego naprawy. W marcu 2011 linia oddała do remontu jedyny operacyjny Bombardier Q300, pozostawiając ją uziemioną. Samolot wrócił do służby w listopadzie 2011. Od marca do lipca 2012 linia leasingowała od AeroVista Boeinga 737-500. Linia wstrzymywała w tym czasie loty z powodu naprawy Bombardiera. 8 kwietnia 2012 jeden z dwóch Bombardierów Q300 (5H-MWG) został zniszczony, bez ofiar w ludziach podczas nieudanego startu. Od 11 października 2012 linia używa wydzierżawionego od StarAirCargo Boeinga 737-200, którym wznowiła połączenie z Mwanza. Od 10 stycznia 2013 linia wznowiła loty do Kigoma używając swojego jedynego Bombardiera. W listopadzie 2013 Boeinga zastąpił wydzierżawiony Bombardier CRJ-200, który obsługuje trasy do Bużumbura, Mwanza i Mbeya.
W dniu 25 lipca 2016 roku rząd Tanzanii zawarł z Bombardierem umowę w sprawie zakupu 2 samolotów komunikacyjnych Q400. Obydwie maszyny dostarczono we wrześniu 2016 roku. W grudniu 2016 roku linie Air Tanzania podpisały z Bombardierem umowę zakupu 2 samolotów odrzutowych CSeries 300 i jednego turbośmigłowego Q400. Wartość transakcji to 200 mln USD (843 mln zł), według cen katalogowych.

## Samoloty
Stan na lipiec 2018 roku.